# Aurelia Brădeanu
Aurelia Brădeanu (født Stoica den 5. maj 1979 i Slatina, Rumænien) er en tidligere kvindelig håndboldspiller fra Rumænien, der senest spillede for storklubben CSM Bucuresti og Rumæniens landshold.
Hun har tidligere spillet for den ungarske storklub Győri ETO KC og rumænske storklub CS Oltchim Râmnicu Vâlcea.
Hun deltog første gang under Sommer-OL 2000 i Sydney, som 21-årig. Hun deltog også ved Sommer-OL i 2008 i Beijing og 2016 i Rio de Janeiro.

## Meritter
- EHF Champions League:
  - Vinder: 2016
  - Sølv: 2009
  - Bronze: 2017
- EHF Cup:
  - Finalist: 2005
- EHF Cup Winners' Cup:
  - Finalist: 2006
  - Semifinalist: 2002